# Agnapha lateralis
Agnapha lateralis är en insektsart som beskrevs av Heinrich Hugo Karny 1926. Agnapha lateralis ingår i släktet Agnapha och familjen vårtbitare. Inga underarter finns listade i Catalogue of Life.